# Devon Kennard
Devon Kennard (Phoenix, 24 giugno 1991) è un giocatore di football americano statunitense che milita nel ruolo di linebacker per gli Arizona Cardinals della National Football League (NFL).
Fu scelto nel corso del quinto giro (174º assoluto) del Draft NFL 2014. Al college giocò a football alla University of Southern California.

## Carriera

### New York Giants
Kennard fu scelto nel corso del quinto giro del Draft 2014 dai New York Giants. Debuttò come professionista subentrando nella settimana 1 contro i Detroit Lions. Nel quattordicesimo turno, vinto in trasferta contro i Tennessee Titans, mise a segno sei tackle, 2 sack e forzò un fumble, venendo premiato come miglior difensore della NFC della settimana. La sua prima stagione si chiuse con 43 tackle, 4,5 sack e 2 fumble forzati in 12 presenze, di cui sei come titolare.

### Detroit Lions
Nel 2018 Kennard firmò un contratto triennale con i Detroit Lions.

### Arizona Cardinals
Il 21 marzo 2020 Kennard firmò un contratto triennale con gli Arizona Cardinals.

## Palmarès
- Difensore della NFC della settimana: 1

14ª del 2014